# Spinileberis quadriaculeata
Spinileberis quadriaculeata är en kräftdjursart som först beskrevs av Brady 1880.  Spinileberis quadriaculeata ingår i släktet Spinileberis och familjen Cytheridae. Inga underarter finns listade i Catalogue of Life.